# Conophorus obesulus
Conophorus obesulus är en tvåvingeart som först beskrevs av Friedrich Hermann Loew 1872.  Conophorus obesulus ingår i släktet Conophorus och familjen svävflugor. Inga underarter finns listade i Catalogue of Life.